# Клокоч (Дјетва)
Клокоч (слч. Klokoč) насељено је мјесто са административним статусом сеоске општине (слч. obec) у округу Дјетва, у Банскобистричком крају, Словачка Република.

## Становништво
| Година:    | 1994. | 2004.   | 2014.   | 2024.   |
| ---------- | ----- | ------- | ------- | ------- |
| Број људи: | 467   | 469     | 503     | 472     |
| Разлика:   |       | +0,42 % | +7,24 % | -6,16 % |

| Година:    | 2023. | 2024.   |
| ---------- | ----- | ------- |
| Број људи: | 479   | 472     |
| Разлика:   |       | -1,46 % |

Према подацима о броју становника из 2011. године насеље је имало 508 становника.